# Amédée Monteils
Amédée Monteils, né le 21 mai 1824 à Mende (Lozère) et mort le 17 juillet 1909 à Mende, est un homme politique français.

## Biographie
Médecin en 1849, il est médecin chef de l'hôpital de Mende et conseiller municipal. En 1871, il est conseiller général. Il est député de la Lozère de 1877 à 1881 et de 1885 à 1886, siégeant à droite.

## Sources
- « Amédée Monteils », dans Adolphe Robert et Gaston Cougny, Dictionnaire des parlementaires français, Edgar Bourloton, 1889-1891 [détail de l’édition]
- « Amédée Monteils », dans le Dictionnaire des parlementaires français (1889-1940), sous la direction de Jean Jolly, PUF, 1960 [détail de l’édition]